# Praxinoscope-théâtre
Pour les articles homonymes, voir Praxinoscope (homonymie).
Pour la compagnie, voir Praxinoscope Théâtre.
 (juillet 2017).
Si vous disposez d'ouvrages ou d'articles de référence ou si vous connaissez des sites web de qualité traitant du thème abordé ici, merci de compléter l'article en donnant les références utiles à sa vérifiabilité et en les liant à la section « Notes et références ».

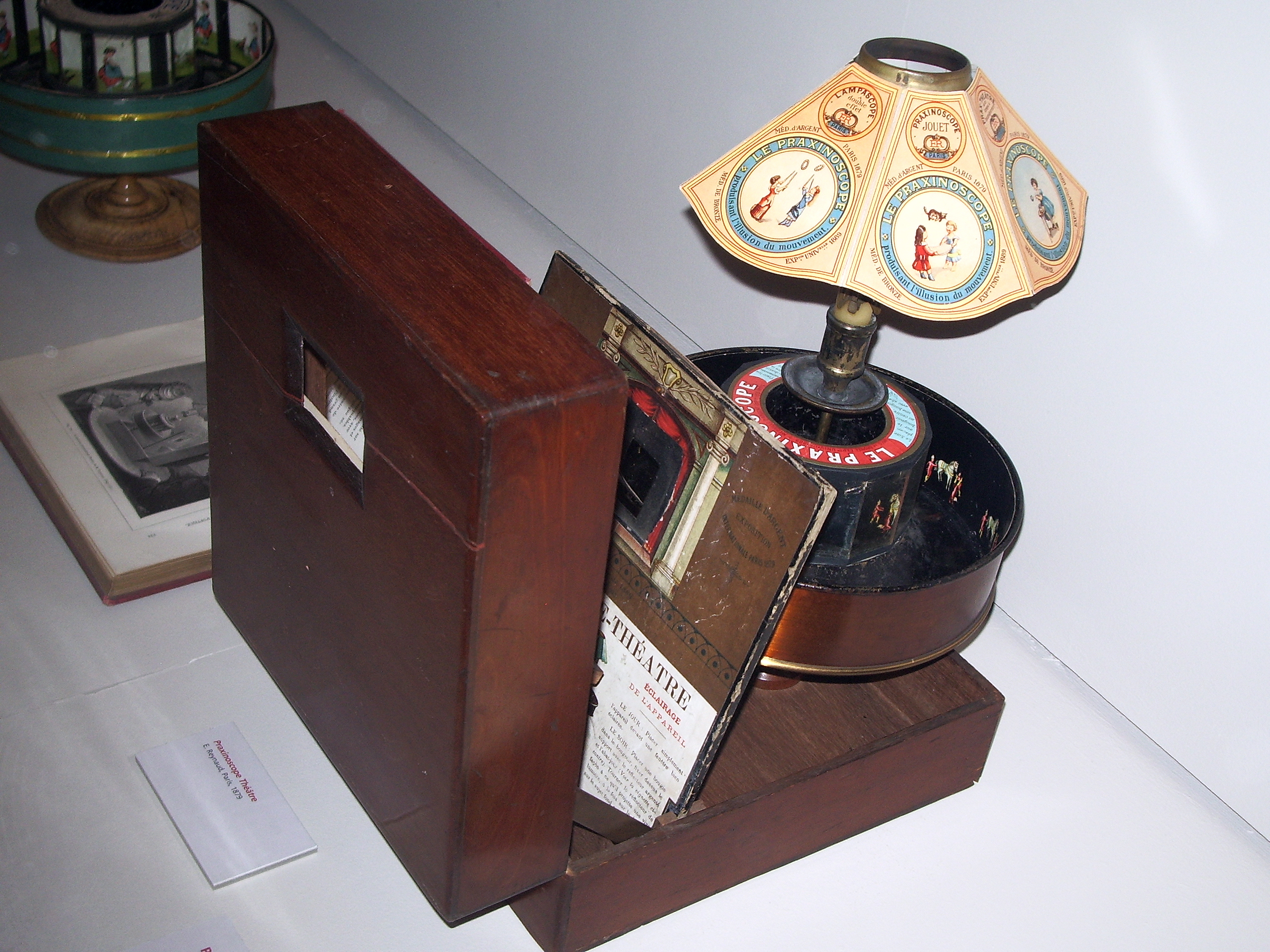
Praxinoscope-théâtre

Le praxinoscope-théâtre est un jouet optique inventé par Émile Reynaud en 1879. Il donne l'illusion du mouvement de personnages à l'intérieur d'un décor fixe et fonctionne sur le principe de la compensation optique. La technique consistant à créer sur deux supports distincts les éléments animés et les éléments fixes permet d'éviter d'avoir à redessiner ce qui ne bouge pas à chaque image. Elle est toujours utilisée par les animateurs de dessins animés.

## Fonctionnement
Les personnages des bandes du praxinoscope sont dessinés sur un fond noir. Le praxinoscope est intégré à l'intérieur d'un coffret aménagé de façon à permettre l'illusion. Sur le couvercle du coffret se trouve une petite fenêtre où le spectateur doit regarder. En dessous de cette fenêtre, à l'intérieur du coffret, est disposé le dessin du décor fixe. À mi-chemin entre la fenêtre et les miroirs du praxinoscope se trouve un panneau incliné, agrémenté du dessin d'un rideau de théâtre.
Sur le panneau incliné (côté spectateur) est disposée une plaque de verre qui va refléter le décor fixe qui se trouve en face. De l'autre côté du panneau (côté praxinoscope) et au niveau de la plaque de verre, est aménagée une petite ouverture qui va laisser entrevoir les personnages qui se reflètent dans les miroirs du cylindre à facette. Les personnages semblent alors apparaître en premier plan, devant le décor, et s'animent dès que l'on fait tourner le tambour du praxinoscope.

## Mises en œuvre contemporaines
Le terme théâtre optique est parfois utilisé pour des installations vidéos qui reprennent le principe du praxinoscope-théâtre d'Émile Reynaud. On peut visualiser, aménagé dans une sorte de caisson, une animation en surimpression à l'intérieur d'un décor fixe par un jeu de reflet sur une plaque de verre inclinée. Le plasticien et vidéaste Pierrick Sorin a créé plusieurs de ces installations. Une de ses œuvres utilisant ce procédé, le "Visualiseur personnel d'images mentales" a fait l'objet d'une acquisition par le Musée départemental d'art ancien et contemporain d'Épinal en 2003. Le scénographe et réalisateur Bruno Cohen a également créé plus de 80 dispositifs optiques en France et à l'étranger. Ses installations ont été acquises par de nombreux musées ou centres d'art dont le ZKM à Karlsruhe (RFA) en 1997.